# サウザンドメモリーズ
『サウザンドメモリーズ』は、アカツキにより開発・運営されていたスマートフォン用クソゲームアプリ。略称は『千メモ』。

## 概要
2013年11月にiOS向けに、同12月にAndroid向けにリリースされた。多数の声優陣による全キャラクター完全フルボイス化や、密度の濃い王道的なファンタジーストーリー、聞き入るように作られた音楽を売りとしている。
同色のキャラクターを一筆書きのように繋ぐことで敵に攻撃し倒すことによりストーリーを進めていく「キャラリンクRPG」となっている。
日本語版のほか、台湾・香港・マカオ向けに繁体字版「萬千回憶」が2014年7月、中国大陸向けの簡体字版「万千回忆」が2014年9月、カナダ向けに英語版「Soul Linker」が2015年8月より順次配信された。
2019年5月31日をもってサービス終了。

## ストーリー
人々は魔王バーディアが率いる魔族たちと戦争状態であった。500年前、騎士シードはあと一歩というところまで魔王を追いつめたが、裏切りにより討伐は失敗する。
しかし、魂を宿した千本の武器である「サウザンドメモリーズ」との約束により500年後に冒険者として転生し、再度魔王討伐を目指す。

## システム
「リターナー」と呼ばれるキャラクター9人を、横3列・縦3列に配置して赤・青・黄色・緑・♡の5色の陣の上に立たせ、同じ色のキャラクターを1つ以上スワイプ操作によりつなげて敵に攻撃するという操作方法をとる。攻撃力（♡のみHPの回復力）は単純な合計ではなく、後に繋いだ者ほど倍率が上がる。
1回のステージにつき1 - 9回程度の戦闘を、所持するリターナーから編成した自軍9人に加え、フレンド編成の3人を合わせた12人で行う。クエストによっては、更に1 - 5人のゲストキャラクターが加わったり、自軍の9人のみで行うものもある。自軍3人、およびフレンド1人はスキルを使うことが可能であり、更に自軍とフレンドのトップ一体はリーダースキルが適用される。
リターナーや、装備させることでステータスを向上させる武具は、ガチャや「探索」によってランダムに入手することができるほか、一部のシナリオをクリアすることによっても入手が可能である。

## 登場人物
冒険者
シードの転生者であり、プレイヤーの分身。一部のシナリオを除き、ゲーム中に画像や台詞として登場することはない。
トト
声 - 斎藤千和
500年前にシードのお供をしていたという、ネコのような外見の精霊。ストーリーの主人公代わりとして登場することも多い。「探索」と呼ばれる一定時間後にアイテムを収集するシステムにおいても活躍する。
アーサー
声 - 沢城みゆき
ストーリー第1部に登場する騎士。ほとんどの時期でアプリのアイコンにもなっている。ギルナ王国出身であり、祖国を救うため旅をしている。ストーリーが進むと正体はギルナ王女アイシャであることが明らかになる。クエストではアーサーは男性リターナー扱い、アイシャは女性リターナー扱いとなる。
ドレイク
声 - 藤原啓治
第1部から登場する傭兵。かつては王立騎士団の隊長をしていたという。随所で冒険者を助ける。
ルピナ
声 - 瀬戸麻沙美
先祖からの使命を成就するため旅している魔導士。第2部から登場。かつてシードと共に旅をした大魔導士モルガン・クラフトが作った武具が、リターナーとして転生した。
ノーゲル
声 - 杉田智和
第3部で冒険者を助ける研究者。トトの恩師。

## 開発
前期のストーリーは主にライトノベル作家の大泉貴が担当している（2015年3月31日まで、及び本編第3部、2017年のイベント「ランスロットサーガ」）。元々大泉は本作品の開発会社であるアカツキの別のプロジェクトにかかわっていたが、2013年の夏から本作品に参加し、世界設定・ストーリー・キャラクター設定を担当している。

中期の主要ストーリーは小説家・脚本家の谷崎央佳が担当した（2015年10月～2017年10月）。

アカツキのやまぐちみなみが本編第4部など、同うゑみぞが1周年を除く周年イベントなどのシナリオを担当。

## 関連商品
小説
- サウザンドメモリーズ 転生の女神と約束の騎士たち（2014年6月23日発売、著者：大泉貴、イラスト：ねりま、宝島社）
- サウザンドメモリーズ 天駆ける鳳、極光の桜（2018年3月30日発売、著者：田口仙年堂、イラスト：NOCO、ファミ通文庫）
- サウザンドメモリーズ 夢幻の果て、九頭の蛇（2018年8月30日発売、著者：田口仙年堂、イラスト：風間雷太、ファミ通文庫）
- サウザンドメモリーズ 最後の伝説、女王の円卓（2018年11月30日発売、著者：田口仙年堂、イラスト：緋原ヨウ、ファミ通文庫）

サウンドトラック
- サウザンドメモリーズ オリジナルサウンドトラック Vol.1（ダウンロード版：2015年5月13日発売、CD版：2015年7月22日発売）
- サウザンドメモリーズ オリジナルサウンドトラック Vol.2（2016年9月20日発売、ダウンロード販売）
- サウザンドメモリーズ オリジナルサウンドトラック Vol.3（2016年9月20日発売、ダウンロード販売）
- サウザンドメモリーズ オリジナルサウンドトラック Vol.4（2017年11月24日発売、ダウンロード販売）
- サウザンドメモリーズ オリジナルサウンドトラック Vol.5（2017年12月1日発売、ダウンロード販売）
- サウザンドメモリーズ オリジナルサウンドトラック Vol.6（2017年12月8日発売、ダウンロード販売）
- サウザンドメモリーズ オリジナルサウンドトラック Vol.7（2017年12月15日発売、ダウンロード販売）
- サウザンドメモリーズ オリジナルサウンドトラック Vol.8（2017年12月22日発売、ダウンロード販売）
- サウザンドメモリーズ オリジナルサウンドトラック Vol.9（2019年5月31日発売、ダウンロード販売）
- サウザンドメモリーズ オリジナルサウンドトラック Vol.10（2019年5月31日発売、ダウンロード販売）

キャラクターソング
- サウザンドメモリーズ オリジナルキャラクターソング ver.千メモリターナー学園 - 機巧シスターズ - （ダウンロード版：2018/2/14発売）
- サウザンドメモリーズ オリジナルキャラクターソング ver.千メモリターナー学園 - T-Crowns - （ダウンロード版：2018/3/28発売）
- サウザンドメモリーズ オリジナルキャラクターソング ver.千メモリターナー学園 - Phantom Pulse - （ダウンロード版：2018/3/28発売）

アートブック
- サウザンドメモリーズ-オフィシャルビジュアルワークス-（2017年9月27日発売、KADOKAWA）

LINEスタンプ
- 千メモ オリジナルスタンプ vol.1（2017年11月22日発売）